# Teplý Vrch
Teplý Vrch este o comună slovacă, aflată în districtul Rimavská Sobota din regiunea Banská Bystrica. Localitatea se află la altitudinea de 214 m deasupra n.m., se întinde pe o suprafață de 5,98 km2 și în 2017 număra 276 de locuitori. Se învecinează cu comuna Drienčany.

## Istoric
Localitatea Teplý Vrch este atestată documentar din 1301.

## Demografie
| An:                | 1994 | 2004   | 2014   | 2024   |
| ------------------ | ---- | ------ | ------ | ------ |
| Număr de persoane: | 296  | 305    | 279    | 304    |
| Diferență:         |      | +3,04% | −8,52% | +8,96% |

| An:                | 2023 | 2024   |
| ------------------ | ---- | ------ |
| Număr de persoane: | 303  | 304    |
| Diferență:         |      | +0,33% |